# Batis
Batis – rodzaj ptaków z rodziny krępaczków (Platysteiridae).

## Zasięg występowania
Rodzaj obejmuje gatunki występujące w Afryce.

## Morfologia
Długość ciała 8–13 cm, masa ciała 5–15 g.

## Systematyka
Rodzaj zdefiniował w 1833 roku niemiecki zoolog Friedrich Boie w artykule poświęconym klasyfikacji ptaków opublikowanym w czasopiśmie Isis von Oken. Boie wymienił kilka gatunków z których gatunkiem typowym jest (późniejsze oznaczenie) krępnik rdzawoskrzydły (B. capensis).

### Etymologia
- Batis: gr. βατις batis, βατιδος batidos ‘jedzący larwy lub robaki ptak’ wspomniany przez Arystotelesa; nadal niezidentyfikowany, choć później wiązany z trznadlami, pokrzewkami czy kląskawkami. Znaczenie epitetu dla tej grupy afrykańskich ptaków jest niejasne – być może Boie zakładał, że krępnik rdzawoskrzydły zdradza pewne podobieństwo pod względem głosu do kląskawki lub zamieszkuje cierniste krzaki (gr. βατος batos ‘cierń’)[6].
- Pachyprora: gr. παχυς pakhus ‘gruby’; πρωρα prōra ‘część przednia’[7]. Typ nomenklatoryczny (oznaczenie monotypowe): Muscicapa capensis Linnaeus, 1766.

### Podział systematyczny
Do rodzaju należą następujące gatunki:
- Batis diops F.J. Jackson, 1905 – krępnik żałobny
- Batis margaritae Boulton, 1934 – krępnik puszysty
- Batis mixta (Shelley, 1889) – krępnik krótkosterny
- Batis crypta Fjeldså, Bowie & Kiure, 2006 – krępnik ciemny
- Batis dimorpha (Shelley, 1893) – krępnik górski
- Batis capensis (Linnaeus, 1766) – krępnik rdzawoskrzydły
- Batis fratrum (Shelley, 1900) – krępnik rdzawopierśny
- Batis molitor (Küster, 1850) – krępnik czarnopierśny
- Batis senegalensis (Linnaeus, 1766) – krępnik uwieńczony
- Batis orientalis (von Heuglin, 1870) – krępnik akacjowy
- Batis soror Reichenow, 1903 – krępnik czarnowstęgi
- Batis pririt (Vieillot, 1818) – krępnik szaroboczny
- Batis minor von Erlanger, 1901 – krępnik ciemnogłowy
- Batis erlangeri Neumann, 1907 – krępnik białobrewy
- Batis perkeo Neumann, 1907 – krępnik malutki
- Batis minulla (Bocage, 1874) – krępnik białogardły
- Batis minima (J. Verreaux & E. Verreaux, 1855) – krępnik gaboński
- Batis ituriensis Chapin, 1921 – krępnik czarnogrzbiety
- Batis poensis Alexander, 1903 – krępnik czarnogłowy